# Jesper Dahl (fodboldspiller)
 Der er flere personer med dette navn, se Jesper Dahl.
Jesper Dahl (født 21. marts 1985) er en dansk fodboldspiller.
Han startede som helt lille med at spille fodbold i Solrød FC, skiftede som første års drengespiller til Herfølge Boldklub. I Herfølge spillede han på kontrakt fra han fyldte 16 til sommeren 2007. Han spillede 27 kampe for Herfølge i 1. division. Ved kontraktudløb i sommeren 2007 skiftede han til Slagelse B&I, hvor han det første år spillede samtlige kampe, og blev kåret til årets spiller af hhv. klub, supportere og avisen Sjællandske. Da Slagelse B&I blev til FC Vestsjælland forlængede Jesper Dahl sin kontrakt med 3. år. Han spiller primært på den centrale midtbane, men har også været brugt både i angreb og i midterforsvar. I sommeren 2011 skiftede han til Næstved Boldklub, hvor han er på en amatøraftale.
Største præstationer har været Danmarksmester i indefodbold med Herfølge ynglinge og Danmarksmester i U21 med Herfølge.

## Data
- Vægt 85 kg
- Højde 186 cm.
- 27 kampe for Herfølge
- 112 kampe for FC Vestsjælland (pr. 10 maj 2011)